# Triumph Roadster
La Roadster è un'autovettura prodotta dalla Triumph dal 1946 al 1949. Dal 1946 al 1948 il modello ebbe montato un motore da 1,8 L di cilindrata, che fu sostituito da un propulsore da 2 L dal 1948 al 1949. Per distinguerle, le due versioni vennero denominate, rispettivamente, Roadster 1800 e Roadster 2000. La Roadster è stato il primo modello prodotto dalla Triumph dopo la seconda guerra mondiale.

## Il progetto

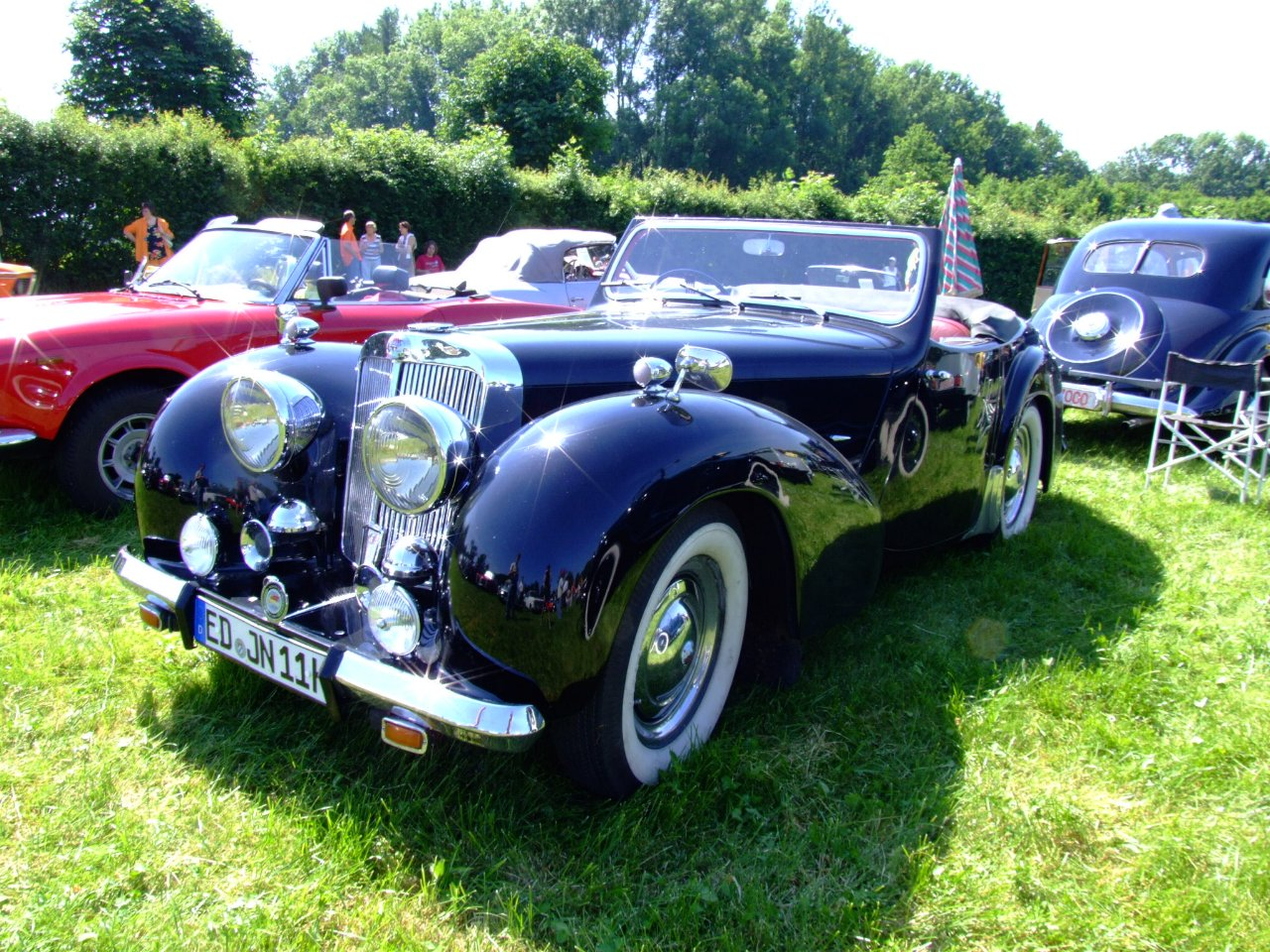
Una Triumph Roadster 2000 del 1949

Il modello è stato progettato poco prima della fine della seconda guerra mondiale, durante la fase di acquisizione della Triumph da parte della Standard Motor Company. L'amministratore delegato di quest'ultima, John Black, ebbe l'idea di produrre una vettura sport che sarebbe dovuta entrare in concorrenza con i modelli Jaguar. Questo modello avrebbe avuto installato motori pre-bellici della Standard Motor Company. Frank Callaby e Arthur Ballard furono scelti per disegnare la linea della nuova vettura, che si sarebbe chiamata Roadster, mentre Ray Turner venne selezionato per progettarne la meccanica.

## La Roadster 1800
La carrozzeria fu realizzata in alluminio, dato che l'acciaio era all'epoca scarsamente reperibile a causa delle restrizioni dovute alla seconda guerra mondiale. Il modello montava un motore che derivava da un propulsore a quattro cilindri da 1,5 L di cilindrata della Standard Motor Company. Il risultato fu un motore a quattro cilindri in linea da 1.776 cm³ di cilindrata. Ad esso era associato un cambio manuale con i tre rapporti più alti sincronizzati.
Al telaio tubolare in acciaio furono installate delle sospensioni anteriori indipendenti a balestra trasversale, e delle sospensioni posteriori ad assale rigido e balestra semiellittica. La carreggiata posteriore era decisamente più stretta di quella anteriore. I freni erano idraulici.
I passeggeri si potevano accomodare su un sedile a divanetto che poteva ospitare fino a tre occupanti. Erano previsti due posti aggiuntivi nella parte posteriore della vettura grazie ad una soluzione che era conosciuta come posto della suocera. L'accesso a questi posti supplementari non era agevole, e quindi in seguito venne installato un predellino in corrispondenza dei paraurti posteriori. La larghezza della vettura obbligò l'installazione di tre tergicristalli. Questa soluzione fu poi applicata anche alla Jaguar E Type. Avendo una carrozzeria roadster due porte, la Roadster aveva montato un parabrezza ripiegabile.
Un esemplare di Roadmaster 1800 fu provato dalla rivista Autocar nel 1947. Nel test furono registrate una velocità massima di 121 km/h ed un'accelerazione da 0 a 97 km/h di 34,4 secondi.

## La Roadster 2000
L'unico aggiornamento importante della Roadster fu eseguito nel settembre 1948. Questa modifica, che diventò esecutiva nel 1949, consisteva nell'installazione di un motore a quattro cilindri in linea da 2.088 cm³ di cilindrata in luogo del precedente propulsore da 1.776 cm³. Questo motore era il medesimo di quello montato sulla Vanguard. Da quest'ultimo modello, la nuova versione della Roadmster ereditò anche il cambio. A parte piccole modifiche, il telaio, le sospensioni e lo sterzo rimasero immutati.
Grazie a questi aggiornamenti, la velocità del modello crebbe a 124 km/h, mentre l'accelerazione da 0 a 97 km/h diminuì a 27,9 secondi.